# Myrmaeciella
Myrmaeciella es un género de hongos en la familia Niessliaceae. Este género contiene dos especies.